# عبد الفضيل القوصي
الدكتور محمد عبد الفضيل محمد عبد العزيز القوصي (12 فبراير 1944 - 3 يونيو 2020) كان أستاذًا بجامعة الأزهر، ونائبًا سابقًا لرئيس الجامعة، ووزيرًا للأوقاف في حكومة عصام شرف.

## حياته
ولد بمحافظة قنا مركز قوص، حفظ القرآن الكريم، وتعلم مبادئ القراة والكتابة في كتّاب القرية، ثم التحق بالأزهر الشريف، حيث تابع تعليمه الأساسي بالمعاهد الأزهرية على النهج المعروف، حيث حصل على الثانوية الأزهرية سنة 1963م من معهد قنا الديني.
التحق بعد ذلك بكلية أصول الدين بالقاهرة، وتخصص في قسم العقيدة والفلسفة، وتخرج في ذات القسم والكلية سنة 1967م ثم عمل به معيداً، ومدرساً، وأستاذاً مساعداً، وأستاذاً.
نال شهادة التخصص (الماجستير) في العقيدة والفلسفة، من كلية أصول الدين، عن رسالته: «العلِّيَّة ومشكلاتها في الفلسفة الإسلامية»، سنة 1969م. ثم حصل على شهادة العالمية (الدكتوراه) في ذات التخصص، عن رسالته: «الفلسفة الإشراقية عند صدر الدين الشيرازي»، سنة 1975م.
عمل أستاذًا للعقيدة والفلسفة بكلية أصول الدين، ثم وكيلًا للكلية، فنائبًا لرئيس جامعة الأزهر لشؤون التعليم والطلاب.
تم تعيينه وزيرا للأوقاف بعد ثورة يناير في حكومة د عصام شرف الثانية و حكومة د كمال الجنزوري.
تم اختياره لعضوية مجمع البحوث الإسلامية (هيئة كبار العلماء)، ومقرِّرًا للجنة العلمية الدائمة لترقية الأساتذة في تخصص العقيدة والفلسفة بجامعة الأزهر، ونائبًا لرئيس مجلس إدارة الرابطة العالمية لخريجي الأزهر الشريف.
تم تعيينه نائبا للرابطة العالمية لخريجي جامعة الأزهر WAAG و التي تتبع مباشرة لرئاسة فضيلة شيخ الأزهر.
أشرف وناقش العديد من الرسائل العلمية في مجال العقيدة والفلسفة، وقام بتحكيم العديد من البحوث في ذات المجال، على مستوى الجامعات الإسلامية.
شارك في عديد من المؤتمرات العلمية والندوات، داخل مصر وخارجها، منها:
- الملتقى العالمي الخامس لرابطة خريجي الأزهر حول «الإمام أبي الحسن الأشعري».
- الملتقى الإسلامي العالمي حول «وسطية الإسلام».
- المؤتمر العالمي للدراسات الشرق أوسطية (برشلونة – إسبانيا).
- المؤتمر الإسلامي العالمي للمجلس الأعلى للشئون الإسلامية.
- المؤتمر الخاص بإمام الحرمين الجويني - كلية الشريعة – قطر.
- المؤتمر العالمي «أديان من أجل السلام» كيوتو – اليابان.
- المؤتمر العالمي السادس حول «مشاكل الاعتقاد في المجتمعات الإسلامية المعاصرة» قونيا- تركيا.
- المؤتمر السنوي السادس «المدخل للرحمة الإلهية - الهداية لأعمالنا» مانشيستر- المملكة المتحدة.
- مؤتمر حوار الاديان اليابان

## مؤلفاته
له مجموعة من المؤلفات والبحوث القيّمة في مجال العقيدة والفلسفة، منها:
1. موقف السلف من المتشابهات بين المثبتين والمؤولين دراسة نقدية لمنهج ابن تيمية.
2. جوانب من التراث الفلسفي في الإسلام - رؤية منهجية.
3. إفلاس الفكر الماركسي.
4. هوامش على الاقتصاد في الاعتقاد للإمام الغزالي.
5. تطور الفكر الكلامي عند إمام الحرمين الجويني.
6. هوامش على العقيدة النظامية لإمام الحرمين.
7. قراءة إسلامية في علم النفس العام.
8. دور الأزهر الشريف في العالم الإسلامي.
9. أسباب الأزمة المعاصرة التي يعيشها الإنسان.
10. النبأ القرآني والمقولات الأساسية.
11. فلسفة الإشراق . . منهجاً ومذهباً.
12. الاتجاهات الخلقية والتربوية عند الإمام الغزالي.
13. السلام في الإسلام.
14. التحية في الإسلام.

كما كتب الكثير من المقالات الهامة بالجرائد المصرية وغيرها.